# Glenys
Glenys  è un nome proprio di persona gallese femminile.

## Varianti
- Femminili: Glenice[1], Glenis[2], Glennis[1][2], Glynis[1][2], Glynys[2]
  - Ipocoristici: Glennie[2]

## Origine e diffusione
Similmente a Glenda, si tratta di un nome recente, che appare al termine del XIX secolo, seguito all'inizio del XX secolo dalle sue varianti. L'etimologia è incerta: potrebbe essere stato concepito come una forma femminile del nome Glyn, o come un incrocio di Glyn e Gladys, o ancora potrebbe essere stato tratto direttamente dal termine gallese da cui Glyn deriva, cioè glyn ("valle"). È stata ipotizzata anche una derivazione da glân ("puro", "pulito", "sacro"), ma se fosse questo il caso nelle sue prime occorrenze il nome sarebbe stato scritto "Glânys" o "Glanys" (forma, quest'ultima, la cui prima apparizione documentata è invece in Kentucky nel 1916).

## Onomastico
Non esistono sante che portino questo nome, che quindi è adespota. L'onomastico può essere festeggiato in occasione di Ognissanti, il 1º novembre.

## Persone

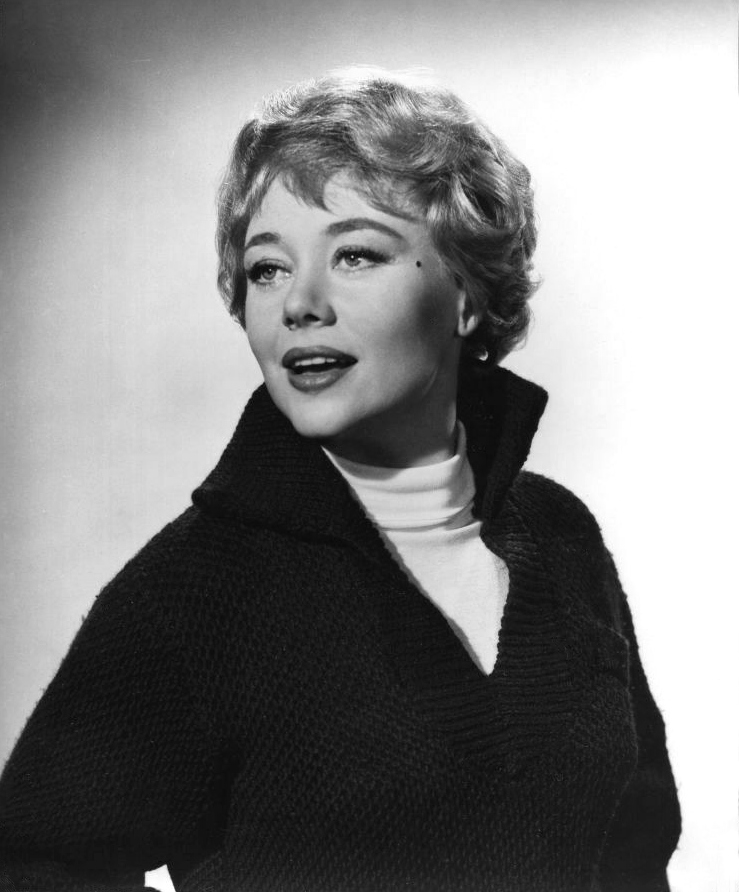
Glynis Johns

- Glenys Bakker, giocatrice di curling canadese
- Glenys Kinnock, politica britannica

### Variante Glynis
- Glynis Barber, attrice sudafricana
- Glynis Coles, tennista britannica
- Glynis Johns, attrice britannica
- Glynis Nunn, atleta australiana

## Il nome nelle arti
- Glynis Granville è un personaggio della serie televisiva L'impareggiabile Glynis.